# Okręg wyborczy Buckinghamshire
Okręg wyborczy Buckinghamshire powstał w 1290 r. i wysyłał do angielskiej, a następnie brytyjskiej, Izby Gmin dwóch deputowanych. W 1832 r. liczbę mandatów przypadających na okręg zwiększono do trzech. Okręg obejmował hrabstwo Buckinghamshire. Został zlikwidowany w 1885 r.

## Deputowani do brytyjskiej Izby Gmin z okręgu Buckinghamshire

### Deputowani w latach 1660–1832
- 1660–1660: Thomas Tyrrell
- 1660–1679: William Bowyer
- 1660–1679: William Tyringham
- 1679–1696: Thomas Wharton, wigowie
- 1679–1681: John Hampden
- 1681–1685: Richard Hampden, wigowie
- 1685–1689: John Egerton, wicehrabia Bracley, wigowie
- 1689–1691: Thomas Lee
- 1691–1695: Richard Hampden, wigowie
- 1695–1696: Richard Atkins
- 1696–1701: William Cheyne, 2. wicehrabia Newhaven, torysi
- 1696–1698: Henry Neale
- 1698–1704: Goodwin Wharton, wigowie
- 1701–1702: Robert Dormer
- 1702–1705: William Cheyne, 2. wicehrabia Newhaven, torysi
- 1704–1708: Richard Temple, wigowie
- 1705–1706: Robert Dormer
- 1706–1708: William Egerton
- 1708–1713: Edmund Denton
- 1708–1710: Richard Hampden
- 1710–1715: John Verney, 1. wicehrabia Fermanagh
- 1713–1722: John Fleetwood
- 1715–1722: Richard Hampden
- 1722–1727: Montague Garrard Drake
- 1722–1727: Thomas Lee
- 1727–1741: William Stanhope
- 1727–1729: Richard Hampden
- 1729–1741: Thomas Lee
- 1741–1747: Richard Grenville, wigowie
- 1741–1774: Richard Lowndes
- 1747–1768: William Stanhope
- 1768–1784: Ralph Verney, 2. hrabia Verney, wigowie
- 1774–1779: George Grenville, wigowie
- 1779–1784: Thomas Grenville, wigowie
- 1784–1790: William Grenville, wigowie
- 1784–1790: John Aubrey
- 1790–1791: Ralph Verney, 2. hrabia Verney, wigowie
- 1790–1797: James Grenville
- 1791–1810: William Bentinck, markiz Titchfield, torysi
- 1797–1813: Richard Temple-Grenville, hrabia Temple
- 1810–1820: William Selby Lowndes
- 1813–1818: Thomas Grenville, wigowie
- 1818–1832: Richard Temple-Grenville, markiz Chandos, torysi
- 1820–1831: Robert Smith, wigowie
- 1831–1832: John Smith, wigowie

### Deputowani w latach 1832–1885
- 1832–1839: Richard Temple-Grenville, markiz Chandos, Partia Konserwatywna
- 1832–1835: John Smith, wigowie
- 1832–1835: George Dashwood, wigowie
- 1835–1842: William Young, Partia Konserwatywna
- 1835–1837: James Backwell Praed, Partia Konserwatywna
- 1837–1841: George Simon Harcourt, Partia Konserwatywna
- 1839–1874: Caledon George Du Pre, Partia Konserwatywna
- 1841–1845: Charles Robert Scott Murray, Partia Konserwatywna
- 1842–1847: William Edward Fitzmaurice, Partia Konserwatywna
- 1845–1847: Christopher Tower, Partia Konserwatywna
- 1847–1857: Charles Cavendish, wigowie
- 1847–1876: Benjamin Disraeli, Partia Konserwatywna
- 1857–1863: William Cavendish, Partia Liberalna
- 1863–1868: Robert Harvey, Partia Konserwatywna
- 1868–1880: Nathaniel Grace Lambert, Partia Liberalna
- 1874–1885: Robert Harvey, Partia Konserwatywna
- 1876–1885: Thomas Fremantle, Partia Konserwatywna
- 1880–1885: Rupert Carington, Partia Liberalna